# Partido General Alvear
General Alvear ist ein Partido im Zentrum der Provinz Buenos Aires in Argentinien. Laut einer Schätzung von 2019 hat der Partido 11.456 Einwohner auf 3.432 km². Der Verwaltungssitz ist die Ortschaft General Alvear. Der Partido wurde 1869 von der Provinzregierung geschaffen und ist nach Carlos María de Alvear benannt.